# Papilio nobilis
Papilio nobilis is een vlinder uit de familie van de pages (Papilionidae). De wetenschappelijke naam van de soort is voor het eerst geldig gepubliceerd in 1891 door Rogenhofer.

## Kenmerken
De vleugels hebben een lichtgele kleur zonder uitzonderlijke tekeningen.

## Verspreiding en leefgebied
Deze vlindersoort komt voor in Soedan, Kenia, Oeganda, Burundi, Rwanda, Congo-Kinshasa en Tanzania in hooglandbossen op een hoogte van 2500 meter.

## Waardplanten
De waardplanten zijn soorten uit het geslacht Wahlenbergia uit de klokjesfamilie (Campanulaceae).